# Matheus Fernandes
Matheus Fernandes Siqueira (Itaboraí, Río de Janeiro, Brasil, 30 de junio de 1998) es un futbolista brasileño que juega como centrocampista en el Red Bull Bragantino del Campeonato Brasileño de Serie A.

## Trayectoria

### Inicios en Brasil
Nacido en Itaboraí, región metropolitana de Río de Janeiro, Matheus Fernandes comenzó en las categorías inferiores de Botafogo.
En 2016 fue promovido al primer equipo por el entrenador Jair Ventura. Hizo su debut el 28 de enero de 2017, comenzando de titular en un empate 1-1 en casa en el Campeonato Carioca contra Nova Iguaçu. Cuatro días después, debutó en la Copa Libertadores, en una victoria por 2-1 en casa sobre Colo-Colo.
El 19 de diciembre de 2018, después de varias actuaciones destacadas en el Botafogo, se anunció como un nuevo refuerzo para la Palmeiras, en un contrato válido por cinco temporadas.
Hizo su debut el 1 de mayo de 2019 en un empate contra CSA.

### Etapa en España
El 31 de enero de 2020 el Real Valladolid C. F. hizo oficial su llegada hasta final de temporada en calidad de cedido por Palmeiras.
Horas antes de que se hiciera oficial su cesión al conjunto vallisoletano, el F. C. Barcelona anunció su incorporación hasta 2025 a partir del 1 de julio de 2020 a cambio de 7 millones de euros más 3 en variables.
Tras empezar lesionado su primer curso en Barcelona, tuvo que esperar hasta el 24 de noviembre de 2020 para realizar su debut, jugando los últimos 17 minutos en un encuentro de Liga de Campeones de la UEFA ante el F. C. Dinamo de Kiev. El 29 de junio de 2021 se anunció que su contrato fue rescindido.

### Regreso a Brasil
Días después de abandonar el F. C. Barcelona, se hizo oficial su vuelta a la S. E. Palmeiras. Este equipo lo cedió a Athletico Paranaense para el año 2022 y a Red Bull Bragantino en 2023.

## Estadísticas
Actualizado al último partido disputado el 18 de septiembre de 2021.
| Club             | Temporada        | Liga             | Liga  | Liga  | Liga Estatal | Liga Estatal | Copa  | Copa  | Continental | Continental | Total | Total |
| Club             | Temporada        | División         | Part. | Goles | Part.        | Goles        | Part. | Goles | Part.       | Goles       | Part. | Goles |
| ---------------- | ---------------- | ---------------- | ----- | ----- | ------------ | ------------ | ----- | ----- | ----------- | ----------- | ----- | ----- |
| Botafogo         | 2017             | 1.ª              | 22    | 0     | 6            | 0            | 5     | 0     | 7           | 0           | 40    | 0     |
| Botafogo         | 2018             | 1.ª              | 33    | 0     | 7            | 0            | 0     | 0     | 5           | 1           | 45    | 1     |
| Botafogo         | Total club       | Total club       | 55    | 0     | 13           | 0            | 5     | 0     | 12          | 1           | 85    | 1     |
| Palmeiras        | 2019             | 1.ª              | 11    | 1     | —            | —            | 1     | 0     | 0           | 0           | 12    | 1     |
| Palmeiras        | Total club       | Total club       | 11    | 1     | —            | —            | 1     | 0     | 0           | 0           | 12    | 1     |
| Real Valladolid  | 2019-20          | 1.ª              | 3     | 0     | —            | —            | —     | —     | —           | —           | 3     | 0     |
| Real Valladolid  | Total club       | Total club       | 3     | 0     | —            | —            | —     | —     | —           | —           | 3     | 0     |
| F. C. Barcelona  | 2020-21          | 1.ª              | 0     | 0     | —            | —            | 0     | 0     | 1           | 0           | 1     | 0     |
| F. C. Barcelona  | Total club       | Total club       | 0     | 0     | —            | —            | 0     | 0     | 1           | 0           | 1     | 0     |
| Palmeiras        | 2021             | 1.ª              | 1     | 0     | 0            | 0            | 0     | 0     | 0           | 0           | 1     | 0     |
| Palmeiras        | Total club       | Total club       | 1     | 0     | 0            | 0            | 0     | 0     | 0           | 0           | 1     | 0     |
| Total de carrera | Total de carrera | Total de carrera | 111   | 1     | 26           | 0            | 11    | 0     | 13          | 1           | 102   | 2     |

## Palmarés

### Títulos regionales
| Título             | Club     | Sede   | Año  |
| ------------------ | -------- | ------ | ---- |
| Campeonato Carioca | Botafogo | Brasil | 2018 |

### Títulos nacionales
| Título       | Club            | País   | Año  |
| ------------ | --------------- | ------ | ---- |
| Copa del Rey | F. C. Barcelona | España | 2021 |

### Títulos internacionales
| Título            | Club            | Sede       | Año  |
| ----------------- | --------------- | ---------- | ---- |
| Copa Libertadores | S. E. Palmeiras | Montevideo | 2021 |